# Willie Smith (drummer)
Willie 'Big Eyes' Smith (Helena, 19 januari 1936 - Chicago, 16 september 2011) was een Amerikaanse bluesmuzikant (mondharmonica, drums). Hij werd bekend als drummer in de band van Muddy Waters.

## Biografie
Smith groeide op bij zijn grootouders. Tot zijn buren behoorden Robert Nighthawk en Pinetop Perkins. Op 17-jarige leeftijd bezocht Smith zijn moeder in Chicago en bleef in de stad. Hij leerde zich het spel op de mondharmonica en het drumstel en formeerde met Clifton James (drums, mondharmonica) en Bobby Lee Burns (gitaar) een bluestrio.
In 1955 trouwde hij en stopte hij kortstondig met de muziek. Al in 1956 trad hij op met Arthur 'Big Boy' Spires en in 1957 met het Red Devil Trio van Little Hudson Shower. In 1961 ging Smith naar de band van Muddy Waters, nadat hij voorheen al als drummer had gespeeld in de Muddy Waters Junior Band. In 1980 behoorde hij samen met Pinetop Perkins, Louis Myers, Calvin Jones en Jerry Portnoy tot de oprichters van de Legendary Blues Band, die enkele keren werd genomineerd voor de Grammy Award. Hij nam zeven door de critici enthousiast opgenomen albums op. Ze speelden als begeleidingsband met Buddy Guy, Howlin' Wolf en Junior Wells, op tournee waren ze met Bob Dylan, The Rolling Stones en Eric Clapton. In de film The Last Waltz waren ze de band achter Muddy Waters en in Blues Brothers speelden ze straatmuzikanten, die John Lee Hooker begeleidden.
Pas in 1995 nam Smith met Bag Full of Blues zijn eerste soloalbum op, waarna meerderen volgden. Daarnaast trad hij verder op met de Muddy Waters Reunion Band en de Legendary Blues Band.

## Onderscheidingen
Van 1996 tot 1998 en van 2002 tot 2007 werd hij telkens meerdere opeenvolgende jaren onderscheiden met de Blues Music Award als bluesdrummer van het jaar. In 2008 kreeg hij de Living Blues Award als beste drummer. In 2011 werden Smith en Pinetop Perkins onderscheiden met de Grammy Award voor het album Joined At The Hip in de categorie «Best Traditional Blues Album». 

## Overlijden
Willie Smith overleed op 16 september 2011 op 75-jarige leeftijd aan de gevolgen van een beroerte.

## Discografie

### Als orkestleider
- 1995: Bag Full of Blues Blind Pig
- 1999: Nothin' But The Blues Y'all Juke Joint
- 2000: Blues from the Heart Juke Joint
- 2004: Bluesin' It Electro-Fi
- 2006: Way Back Hightone
- 2008: Born in Arkansas

### The Legendary Blues Band
- 1981: Life of Ease – Rounder
- 1983: Red Hot 'n' Blue – Rounder
- 1989: Woke up with the Blues – Ichiban
- 1990: Keepin' the Blues Alive – Ichiban
- 1991: U B Da Judge – Ichiban
- 1992: Prime Time Blues – Ichiban
- 1993: Money Talks – Wild Dog Blues

- Bibliothèque nationale de France: cb13939657j (data)
- Gemeinsame Normdatei: 135269377
- International Standard Name Identifier: 0000 0000 8092 0253
- Library of Congress Control Number: no00017312
- MusicBrainz: e43c6769-ad7a-4811-991f-ae1cafe72b76
- SNAC: w6c25vhw
- Virtual International Authority File: 12495902
- WorldCat: E39PBJxWWCW4tdXj4wdJCF7bVC